# Dinastia (album)
Dinastia è il terzo album in studio del gruppo musicale italiano Co'Sang, pubblicato il 30 agosto 2024.

## Antefatti e descrizione
Dopo aver reso noto la reunion a distanza di 12 anni dallo scioglimento, il 9 luglio 2024 i Co'Sang hanno annunciato l'uscita del loro terzo album Dinastia, avvenuta il 30 agosto 2024. Il 29 agosto è stata resa nota la tracklist con gli ospiti del disco; quest'ultimi sono stati svelati attraverso un video girato al Palazzo Reale di Napoli: passo dopo passo, sono stati mostrati dei quadri che raffiguravano gli artisti che si sono uniti al duo al terzo lavoro in studio.

## Promozione
I Co'Sang tra il 17 e 18 settembre 2024 hanno tenuto due concerti evento in Piazza del Plebiscito per promuovere il disco ma anche per celebrare le vecchie canzoni con ospiti del calibro dei Club Dogo, i Fuossera, Geolier ed El Koyote.

## Tracce
Musiche di Guido Parisi, eccetto dove indicato.
1. Nu creature int'o munno – 2:30 (musica: Davide Totaro)
2. Carne e ossa – 2:34 (musica: Pepp 'O Red)
3. Nun è mai fernut – 2:48
4. Cchiù tiempo (feat. Club Dogo) – 3:23 (musica: Luigi Florio, Guido Parisi)
5. Sbagli e te ne vai (feat. Liberato) – 3:54 (testo: Salvatore Allozzi, Luca Imprudente, Liberato, Guido Parisi, Antonio Riccardi, Davide Totaro – musica: Salvatore Allozzi, Guido Parisi, Davide Totaro)
6. Nu cuofn 'e sord – 2:51 (musica: Davide Totaro)
7. Carnicero (feat. Marracash) – 3:56
8. O primm post – 3:50 (testo: Luca Imprudente, Antonio Riccardi – musica: Salvatore Allozzi, Guido Parisi)
9. Vincente – 3:21 (musica: Davide Totaro)
10. Perdere a capa (feat. Geolier) – 3:40
11. Comme na fede – 2:34 (musica: Luca Imprudente)
12. Dinastia – 2:51

## Classifiche
| Classifica (2024) | Posizione massima |
| ----------------- | ----------------- |
| Italia            | 1                 |